# Каменское городское поселение (Бурятия)
Городское поселение «Каменское» (бур. Шулуутын hомон) — муниципальное образование в Кабанском районе Бурятии Российской Федерации.
Административный центр — посёлок городского типа Каменск. Включает 3 населённых пункта.

## География
МО ГП «Каменское» находится в центральной части района. На севере небольшими участками граничит с сельскими поселениями «Посольское» и «Колесовское», на востоке — с МО СП «Кабанское», на западе — с МО СП «Большереченское», на юге по водоразделу Хамар-Дабана проходит граница с Иволгинским районом республики.
Через территорию поселения проходят федеральная автомагистраль «Байкал» и Транссибирская магистраль (ВСЖД).

## Население
| 2011  | 2012  | 2013  | 2014  | 2015  | 2016  | 2017  |
| ----- | ----- | ----- | ----- | ----- | ----- | ----- |
| 8051  | ↘7997 | ↘7966 | ↘7866 | ↘7843 | ↘7775 | ↘7667 |
| 2018  | 2019  | 2020  | 2021  | 2023  | 2024  | 2025  |
| ↘7613 | ↘7544 | ↘7450 | ↘7030 | ↘6986 | ↘6947 | ↘6923 |

## Состав поселения
| № | Населённый пункт | Тип населённого пункта      | Население |
| - | ---------------- | --------------------------- | --------- |
| 1 | Горный           | посёлок                     | ↘159      |
| 2 | Каменск          | пгт, административный центр | ↗6300     |
| 3 | Тимлюй           | село                        | ↗730      |